# لاوتارو موروا
لاوتارو موروا (اسپانیایی: Lautaro Murúa‎؛ ۲۹ دسامبر ۱۹۲۶ – ۳ دسامبر ۱۹۹۵) یک هنرپیشه، کارگردان فیلم و فیلم‌نامه‌نویس اهل شیلی بود.
از فیلم‌ها یا برنامه‌های تلویزیونی که وی در آن نقش داشته است می‌توان به فریاد سنگ، پیروزی مردی به نام اسب و قزل‌آلا اشاره کرد.